# Aeropuerto Las Heras
El aeródromo de Las Heras (IATA: LHS - OACI: SAVH) es un aeródromo argentino que da servicio a la ciudad de Las Heras, Santa Cruz, Argentina. Este aeródromo se encuentra ubicado a las afueras de la ciudad hacia el oeste y se accede por la Ruta Provincial 18.